# Cosset

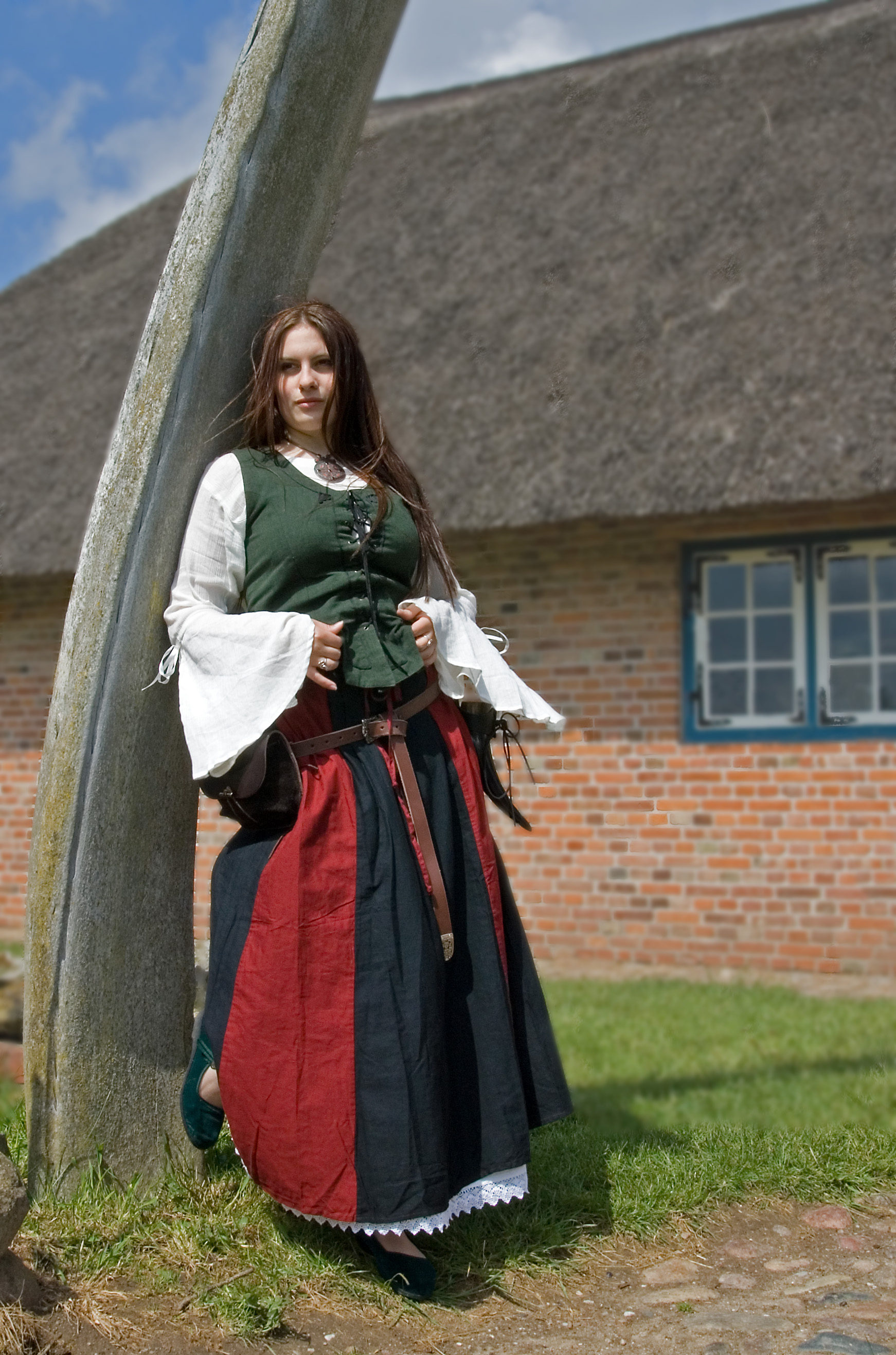
Dona amb un cosset verd

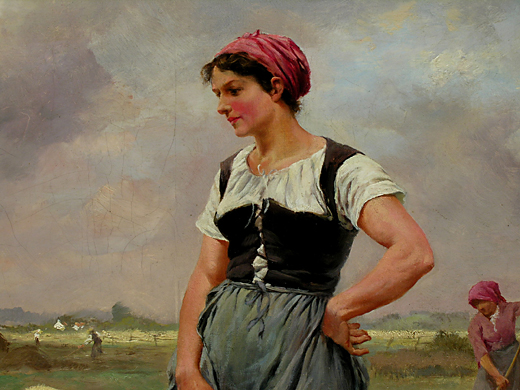
Dona amb un cosset negre, treballant al camp.

El cosset (diminutiu de cos) fou una peça de roba exterior femenina, sense mànigues, que cobria el cos de les espatlles a la cintura alhora que subjectava el pit. Típicament eren negres o foscos i tancaven pel davant amb vetes, passades diversos cops per traus a banda i banda del cosset per a acabar amb una llaçada (igual que amb el calçat esportiu actual). Solien ser escotats, perquè la seva funció era sostenir el pit cap amunt, fent pressió des d'avall, i ajuntar-lo a la seva part inferior i des dels costats. Es portava sobre la brusa, camisa o vestit.
El cosset fou peça habitual de la indumentària popular femenina, tant als Països Catalans com a gran part d'Europa, entre els segles xvi i xviii, en què el substituí la cotilla. Era una peça de roba còmoda i quotidiana, que també es portava a les festes, de vegades en versions més lluïdes: amb materials més rics, brodats, etc. El cosset no s'ha de confondre amb el seu substitut, la cotilla, que és una peça de roba interior, molt més rígida, que es tanca per darrere i no pas pel davant. La diferència era molt important a la societat de fa uns anys, ja que el fet de tancar per darrere implica que la mateixa dona no pot posar-se'l ni treure-se'l tota sola, sense ajuda d'una altra persona, una criada o un home.
En l'actualitat de tant en tant es posen de moda imitacions del cosset; són peces que, per exemple, poden portar les dones d'estètica glam i gòtica (afectes igualment a la cotilla).
També s'anomena cosset la cotilla, o encara la part del vestit femení que cobreix el tronc, per contrast amb la faldilla i les mànigues.
Un terme relacionat és peto.